# Bergrutsch
Bergrutsch jsou pozůstatky opevnění v Krušných horách nedaleko Chomutova. Nachází se na ostrožně, která vybíhá směrem k levému břehu Chomutovky v nadmořské výšce asi 510 metrů.
K lokalitě se nevztahují žádné písemné prameny a jméno Bergrutsch je pouze starším pomístním názvem ostrožny. Nebyl zde nalezen ani žádný archeologický materiál, který by umožnil datování. Jako hrad místo označil Jaroslav Pachner a Tomáš Durdík podle podoby dochovaných zbytků usuzuje na středověký původ. Lokalita připomíná rozestavěný, ale nedokončený hrad. Mohl souviset s ochranou obchodní stezky, která v jeho těsné blízkosti vedla již ve čtrnáctém století nebo s konfliktem pánů z Alamsdorfu s německými rytíři z Chomutova ve stejné době. V okolí však probíhaly opevňovací práce také během sedmileté války a v letech 1937–1938.
Lokalita má protáhlý oválný tvar. Na severní a východní straně ji chrání val s příkopem. Ve vrcholové části ostrožny je do rulové skály vytesaná čtvercová prohlubeň hluboká asi tři metry. Menší příkop odděluje níže položený závěr ostrožny, u kterého není jisté, zda byl součástí areálu.